# حلبة الجائزة الكبرى بجزيرة فيليب

مسار الحلبة.

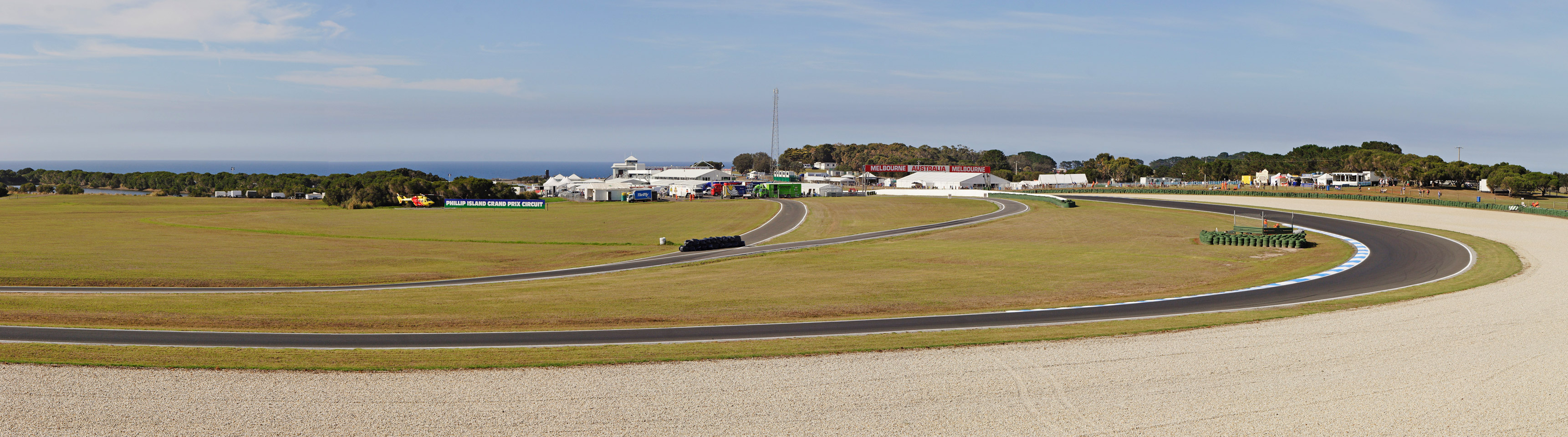
لقطة واسعة للحلبة.

حلبة الجائزة الكبرى بجزيرة فيليب (بالإنجليزية: Phillip Island Grand Prix Circuit)‏ هي حلبة سباقات محركات تقع في جزيرة فيليب في فيكتوريا بأستراليا. تم افتتاح الحلبة في سنة 1956، واستضافات جائزة أستراليا الكبرى بالإضافة إلى سباقات بطولة العالم للسوبربايك. يبلغ طولها 4 كيلومترات. يعتبر سائق السباقات الأسترالي بيل تومسون صاحب أسرع لفة في هذه الحلبة.